# Зелена Роща (Косіхинський район)
Зеле́на Ро́ща (рос. Зелёная Роща) — селище у складі Косіхинського району Алтайського краю, Росія. Входить до складу Налобіхинської сільської ради.

## Населення
Населення — 32 особи (2010; 42 у 2002).
Національний склад (станом на 2002 рік):
- росіяни — 95 %